# Gianluca Basile
Gianluca Basile (Ruvo di Puglia, 24 de janeiro de 1975) é um Basquetebolista profissional italiano que atualmente defende o Orlandina Basket na Liga Italiana de Basquetebol.
O atleta possui 1,92m e 90kg, atua como armador e com a Seleção Italiana de Basquetebol conquistou a Medalha de Prata nos Jogos Olímpicos de Verão de 2004 em Atenas e a Medalha de Ouro no EuroBasket 1999 na França.